# American Dad!
American Dad! je satirična ameriška animirana televizijska serija. Pilotna epizoda je bila predvajana 6. februarja 2005, pol ure po koncu 39. Super Bowla. Redna serija se je začela predvajati 1. maja 2005, po premieri četrte sezone Family Guya.
Serija govori o tajnem agentu CIE, njegovi ženi Francine, odraščajočem sinu Stevu, hipijevski hčerki Hayley, nezemljanu Rogerju iz območja 51 in nemški ribici po imenu Klaus.

## Liki
Serija se osredotoča na družino Smith in razne ovire, na katere naleti Stan, ki je uslužbenec pri CII, in njegova družina. Središče pozornosti so tudi njegovi poskusi, da obrani svojo domovino. Družina smith živi v izmišljeni skupnosti Langley Falls v Virginiji, v okolici prestolnice Washington. Ime mesta je sestavljeno iz imena Langley, ki je ime skupnosti v Mcleanu, in imena Great Falls, ki sta dve neinkorporirani skupnosti v okrožju Fairfaxa. Langley je tudi resnična lokacija štaba CIE.

### Družina Smith
- Stan Smith (Seth MacFarlane): Stan je hodil na koldiž v Uxbridgeu. Bil je zelo nepopularen študent zaradi velike brade in mastnih las. Ko se je hotel znebiti mozoljev, je uporabil kremo, zaradi katere so mu izpadli lasje. Od takrat nosi lasuljo. Star je 38 ali 39 let. Svojo bodočo ženo, Francine, je spoznal pred 20 leti. Alergičen je na morske sadeže. Pogosto povzroča težave zaradi velike ljubezni do Amerike. Ne mara novinarjev in teroristov. Povsod po hiši ima spravljeno orožje, v primeru napada. Je strokovnjak za orožje pri CII.

- Francine Smith (Wendy Schaal): Stanova žena. Ko je bila stara 7 let, sta jo posvojila kitajsko-ameriška starša, ker sta jo prava starša pustila na letališču, ker nista smela nesti otroka na letalo. Ne mara ljudi, ki pišejo z levo roko. Uživa delo gospodinje, vendar pogosto kritizira Stanovo delo. Stan jo je ponesreči dvakrat zbil in je utrpela poškodbe glave. Enkrat ji je tudi ponesreči izbrisal spomin za 20 let.

- Hayley Smith (Rachael MacFarlane): Stanova in Francinina uporniška hčer. Ko je bila majhna, sta si bila z očetom blizu, zaradi osebnosti in podobnih mnenj. Potem je kmalu postala zelo uporniška in je proti ideji o izgledu žensk. Zna zelo dobro kuhati. Stara je 17 ali 18 let. Pogosto kadi marihuano, pomaga brezdomcem in je proti orožju.

- Steve Smith (Scott Grimes): Stanov in Francinin sin. Stereotipičen piflar. Nepopularen v šoli in nosi očala. Star je 13 ali 14 let. Zna govoriti palčje, brati Morsejevo abecedo in komunicirati z delfini. Je desnoročen.

- Roger Smith (Seth MacFarlane): Roger je sarkastičen, samovšečen in osoren nezemljan. Na Zemljo je strmoglavil leta 1947 v Roswellu. Roger je rešil Stanovo življenje v območju 51, zato ga je Stan vzel domov. S Smithi živi že štiri leta. Star je 1600 let. Ko gre iz hiše se zamaskira in si izmisli identiteto, da ga ne prepoznajo.

- Klaus (Dee Bradley Baker): Smithova zlata ribica

1. ↑  fernsehserien.de
2. ↑  Fox isn't sly. 'American Dad' is a wannabe. — San Francisco Chronicle, 2005.